# Сцибово
Сцибово (пол. Ścibowo) — село в Польщі, у гміні Єленево Сувальського повіту Підляського воєводства.
Населення — 55 осіб (2011).
У 1975-1998 роках село належало до Сувальського воєводства.

## Демографія
Демографічна структура станом на 31 березня 2011 року:
|          | Загалом | Допрацездатний вік | Працездатний вік | Постпрацездатний вік |
| -------- | ------- | ------------------ | ---------------- | -------------------- |
| Чоловіки | 34      | 7                  | 24               | 3                    |
| Жінки    | 21      | 6                  | 13               | 2                    |
| Разом    | 55      | 13                 | 37               | 5                    |